# Jezioro Dołgie (gmina Lipiany)
Jezioro Dołgie (niem. Dolgen See) – jezioro rynnowe w Polsce, położone w województwie zachodniopomorskim, w powiecie pyrzyckim w gminie Lipiany, na obszarze Równiny Pyrzyckiej, około 500 m na południe od miejscowości Mielęcinek.